# فيضي الفيضي
فيضي الفيضي مخرج تلفزيوني عراقي.

## مسيرته
من أشهر أعماله مسلسل انفلاونزا وله أعمال مميزة أخرى. غادر العراق في نهاية عام 1997 إلى رومانيا. عمل كمستشار اعلامي لمكتب الأمم المتحدة لشؤون اللاجئين في رومانيا وأنجز العديد من الأفلام الوثائقيه عن اللاجئين من مختلف دول العالم في رومانيا عرض الكثير منها في مختلف المحطات التلفزيونية الرومانية. غادر رومانيا إلى السويد عام 2002 حيث استقر هناك وحصل على الجنسية السويديه في نهاية عام 2007م.
أسس في عام 2008 شركة السناء للإنتاج والتسويق الفني في السويد. في عام 2012 قام بإخراج مسلسل «أوان الحب» للمؤلفه فاتن السعود لقناة العراقية وعرض في رمضان 2012 وشارك في مهرجان اتحاد الاذاعات والتلفزة العربية في تونس في تشرين ثاني 2012 وحصد جائزتين ذهبيتين، الأولى لأفضل نص متميز والثانية كأفضل عمل عربي.